# 東急集團

東急集團標誌，下方書有集團標語「邁向美麗的時代」

東急集團（日语：／ Tōkyū gurūpu */?）是一個日本企業集團，以東急株式會社為核心，經營包括鐵路（東急電鐵等企業）、不動產（東急不動產等企業）、生活服務、酒店等事業。截至2017年4月3日，東急集團包括220家公司及8個法人。其企業標語為「邁向美麗的時代」（美しい時代へ）。

## 外部連結
- 東急グループ （页面存档备份，存于）
- 東急グループ（公式）的X（前Twitter）